# Bryan Hall
Bryan Hall (Carbondale, 12 settembre 1988) è un giocatore di football americano statunitense che gioca nel ruolo di defensive end per i Baltimore Ravens della National Football League (NFL). Al college ha giocato a football alla Arkansas State University.

## Carriera professionistica
Hall firmò come free agent con i Baltimore Ravens dopo non essere stato scelto nel Draft NFL 2011. Dopo aver passato la sua prima stagione nella squadra di allenamento, debuttò come professionista il 21 ottobre 2012 contro gli Houston Texans. La sua stagione regolare si concluse con 5 presenze e tre tackle.

## Vittorie e premi
- Super Bowl : 1

Baltimore Ravens: Super Bowl XLVII
- American Football Conference Championship: 1

Baltimore Ravens: 2012

## Statistiche
| Partite totali      | 5 |
| Partite da titolare | 0 |
| Tackle totali       | 3 |
| Sack                | 0 |
| Intercetti          | 0 |

Statistiche aggiornate al 25 gennaio 2013